# DJ174
DJ174 este o alternativă intramontană la DN17B care leagă (după 60 km) Vatra Dornei de Broșteni și are o lungime de 57 km.

## Acoperire și Distribuție
Importanța căii respective de comunicație și a derivațiilor sale, consistă în faptul că parcurge zone pline de inedit turistic aflate în perimetrul Munților Bistriței, depresiunilor Șaru Dornei și Bilbor, Munților Călimani și în cel al grupei de nord a Munților Giurgeului — Munții Borsecului.
DJ174 împreună cu derivatele sale A (în principal) și B conectează secundar DN17B cu DN15

### Drumul principal DJ174
Drumul leagă Vatra Dornei de Broșteni pe traseul care împarte Munții Bistriței în 2 masive, Pietrosul Bistriței și Budacul. Merge inițial pe valea Negrei Șarului și suie ulterior pe afluentul acesteia Călimănel, trece apoi prin Pasul Păltiniș la 1355 m și ulterior coboară pe valea Râului Neagra spre Broșteni . 
Se desfășoară pe suprafața Județului Suceava. Parcurge comunele Șaru Dornei Panaci și Broșteni , respectiv localitățile Vatra Dornei DN17 -Plaiul Șarului- Șaru Dornei - Panaci- Coverca-Păltiniș-Drăgoiasa-Neagra- Broșteni DN17B .
Este modernizat doar de la Vatra Dornei până la Păltiniș.
Joncțiuni de la nord (vest) spre sud (est):
- DJ174F la Șaru Dornei
- DJ 174E la Păltiniș
- DJ 174C la confluența Glodului cu Neagra.
- DJ 174A în aval de Gura Glodului
- DJ174E din nou la confluența Negrișoarei cu Neagra.

Drumurile derivate din DJ174 sunt drumuri de categoria a III-a cu 1 bandă pe sens.

### DJ174A
Are traseul Drăgoiasa (DJ174) – Bilbor – Secu – DN15 și are o lungime de 40 km. Joncțiunea cu DJ174 se produce în aval de DJ174C și Gura Glodului. Este parțial modernizat (dar doar pe unele porțiuni) de la Bilbor spre DN15, în rest terasamentul drumului fiind de pământ.
Parcurge de la nord spre sud mai întâi axialul Neagrei pentru a sui în Pasul Bursucăriei la 1360 m, coboară ulterior pe Valea Bistricioarei până la Bilbor și de aici suie în Pasul Răchitiș la 950 m, pentru a coborî spre DN15 pe axialul pârâului Sec până la vest de Pasul Creanga. Urmărește limitele de demarcație mai întâi între Munții Călimani și Munții Bistriței apoi pe aceea dintre Munții Bilborului și Munții Borsecului.
Prin joncțiunile sale oferă acces la sud spre Depresiunea Giurgeu și Borsec, central spre Depresiunea Bilbor și la nord spre Depresiunea Șaru Dornei precum și spre Pasul Păltiniș.

### DJ174B
Nu are legătură directă cu DJ174, derivația făcându-se direct din DJ174A la Bilbor, de unde merge spre Capu Corbului DN15 (la est de Borsec) și are o lungime 18 km.
Terasamentul drumului este de pământ și întreținerea este la nivelul optim necesar doar pentru transportul local forestier. Actualmente, parcurgerea unora dintre porțiuni necesită autovehicule de teren, mersul făcându-se în regim off-road. Statutul este neclar, fiind declarat în 2018 de Consiliul Județean Harghita ca drum închis circulației publice .
Parcurge de la nord spre sud axialul Bistricioarei prin zona numită "Cotul Bistricioarei". Urmărește limitele de demarcație dintre Munții Borsecului și Munții Bistriței.
Prin joncțiunile sale oferă acces la sud spre Tulgheș și la nord spre Depresiunea Bilbor.

### DJ174C
Are traseul Glodu (DC79) - Bilbor (DJ174A) prin Pasul Iuteș și are o lungime 11,5 km
Terasamentul drumului este de pământ. Drumul este în curs de modernizare din 2023, incluzând lucrări de lărgire și asfaltare. Pe perioada lucrărilor este posibil să fie închis circulației publice.
La nord face joncțiunea prin DC79 în lungime de 5 km cu DJ174E în apropiere de Catrinari și la sud joncțiunea cu DJ174 în amonte de DJ174A la Gura Glodului. 
Parcurge de la nord spre sud axialul pârâului Glod.
Prin joncțiunile sale oferă acces la sud spre valea Neagrăi și la nord spre valea Negrișoarei. 
Anecdotic, poartă denumirea de Drumul Rușilor, deoarece pe aici s-a produs intrarea trupelor sovietice în Depresiunea Bilbor în al Doilea Război Mondial.

### DJ174D
Are traseul Dorna Candrenilor (DN17) – Poiana Negrii și are o lungime 6 km.
Nu are legătură cu DJ 174, derivația făcându-se direct din DN17 la vest de Vatra Dornei.

### DJ174E
Are traseul Păltiniș (DJ174) – Catrinari –Dârmoxa – Negrișoara (DJ174) și are o lungime 19 km. 
Merge pe axialul Negrișoarei până la confluența acesteia cu Neagra. 
Prin DC79 în lungime de 5 km situat în aval de Catrinari se face joncțiunea la Glodu cu DJ174C.

### DJ174F
Are traseul Șaru Dornei (DJ174) Neagra Șarului – Gura Haitii și are o lungime 15 km.
Este modernizat până la Gura Haitii.
Merge pe axialul Negrei Șarului până la confluența acesteia cu Călimănelul .

## Oportunități turistice

### DepresiuneaȘaru Dornei
Arealul Șaru Dornei
- Acces prin prin DJ174, DJ174F.
- Este cel mai strâns legat de Parcul Național Călimani , fiind înconjurată de crestele montane ale calderei și prelungirile acestora. Posibilitățile de acces în Munții Călimani sunt multiple - din aproape toate localitățile.
- Tinovul Șaru Dornei
- Gura Haitii cu: Poteca tematică a celor 12 Apostoli [2], Moara Băuca și casa muzeu a familiei Pața

Arealul Panaci - Păltiniș
- Acces prin DJ174, DJ174E și DJ174C.
- Este zonă de elecție pentru accesul vestic în Munții Bistriței .
- Biserica cu hramul Sf. Apostoli Petru și Pavel, supranumită Catedrala Munților [3]
- Schitul Piatra Tăieturii
- Schitul Păltiniș
- Depozitul fosilifer Glodu

### Depresiunea Bilbor
Accesul se face prin DJ174A 
Obiective:
Biserica de lemn cu hramul "Sf. Nicolae"
- Izvoarele de apă minerală .
- Rezervația Mlaștina Dobreanu
- Rezervația de mesteacăn pitic (Betula nana) de pe Pârâul Rușilor.
- Munții Bilborului
- Munții Borsecului

### Axa sudică aDN15-Toplița,Borsec,Tulgheș
Este limita sudică a arealului deservit de DJ174 prin DJ174A - vest și DJ174B - est.
Oferă acces la:
- Stațiunea Borsec - Complexul carstic Scaunul Rotund , carierele de travertin , izvoarele minerale, pîrtiile de schi
- Toplița - Pârtia de schi și Biserica de lemn din 1847, Ștrandurile Bánffy și Urmánczy
- Ditrău - Catedrala romano-catolică
- Lăzarea - Castelul nobiliar renascentist
- Gheorghieni - Parcul dendrologic Csíky
- Râul Mureș  - Valea superioară cu Defileul Toplița - Deda
- Tulgheș: Bisericuța de lemn (1790) – unde se afla si „Cimitirul eroilor din primul război mondial”; Rezervația Pietrele Roșii (1215 m) - deltaplanorism, ascensiuni, belvedere; Piatra Runcului (1425 m); Platoul Comarnicului; Rezervația de stejar; Cazărmile armatei austriece (actual sanatoriu de Psihiatrie)

### SpreBroștenipe văile Neagrei și Negrișoarei
Acces prin DJ174, DJ174E.
Avantaje 
- Raiul pescuitului cu musca artificiala, abundând in special in lipan .
- Peisaje deosebite
- Zonă puțin atinsă de kitschul turistic.

## Galerie de imagini

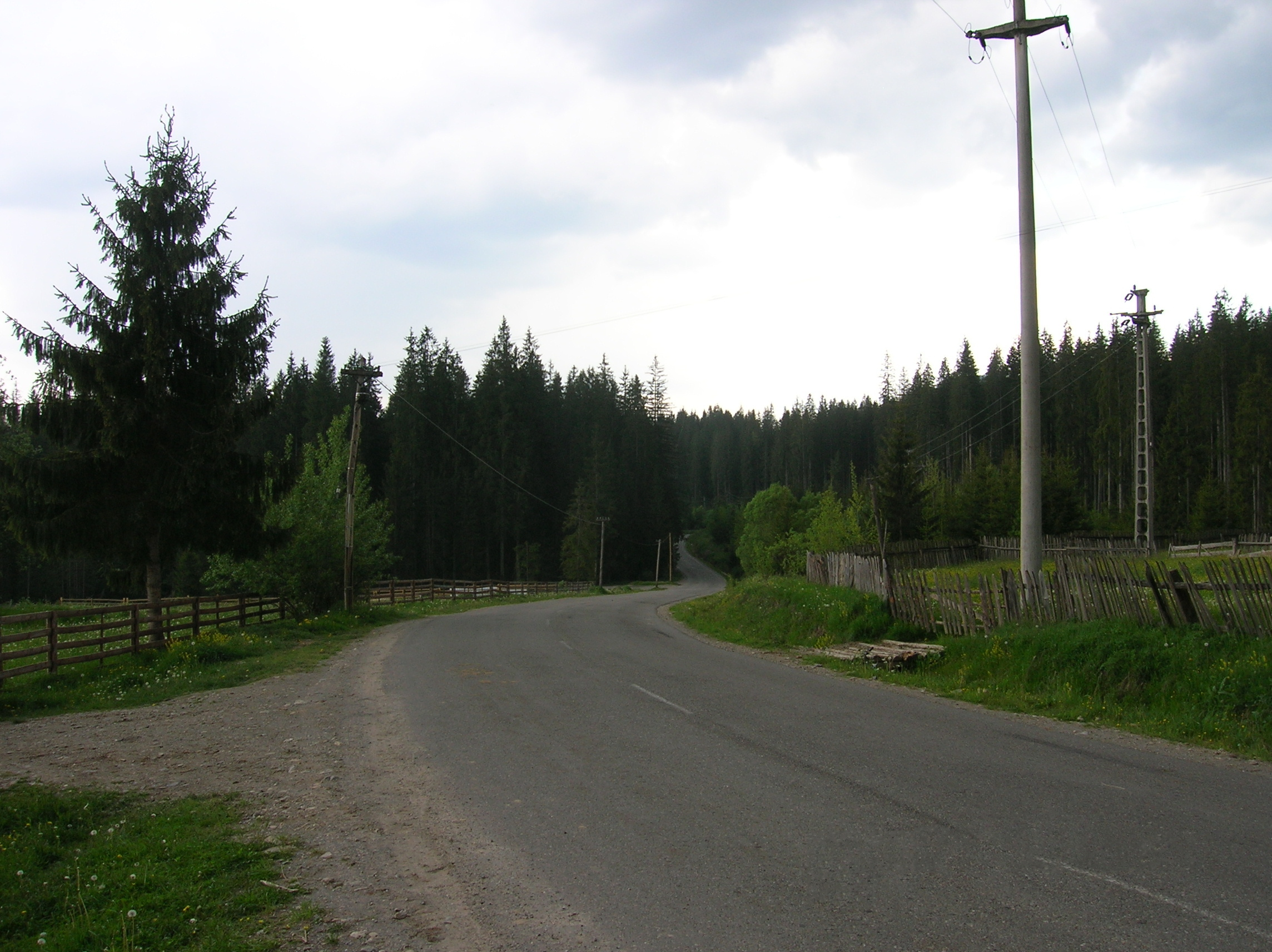
DJ174A pe porțiunea parțial asfaltată dintre Toplița și Bilbor
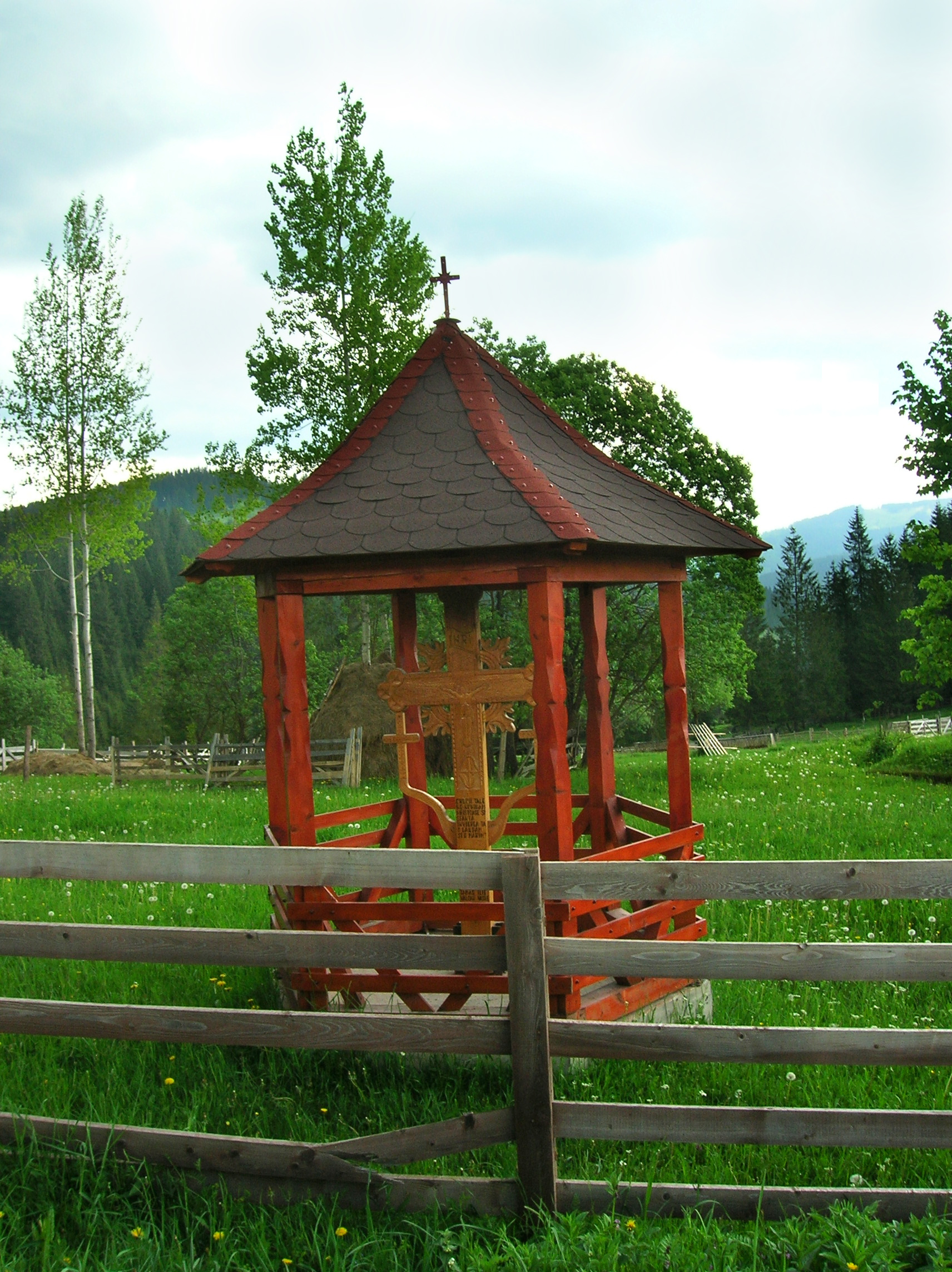
Troiță la margine DJ174A pe porțiunea dintre Toplița și Bilbor
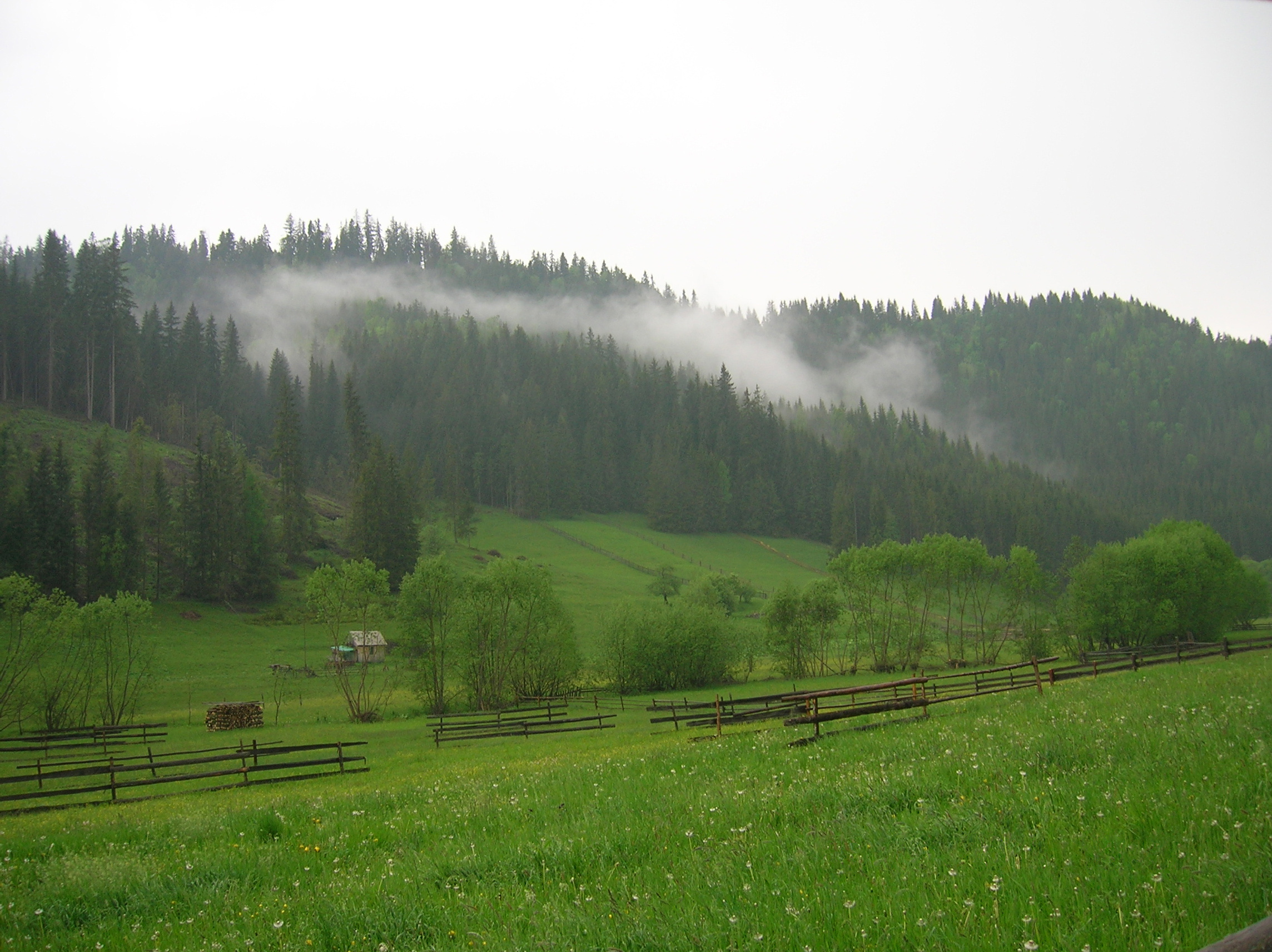
DJ174A la ieșirea spre nord din Bilbor, pe porțiunea Bilbor-Pasul Bursucăriei